# Ґретчен Мол
Ґретчен (Гретхен) Мол (англ. Gretchen Mol; нар.. (8 листопада 1972 , Діп-Рівер, Коннектикут ) — американська акторка кіно і телебачення.

## Ранні роки
Народилася 1972 року в містечку Діп Рівер в Коннектикуті. 
Росла та виховувалась в атмосфері творчості та свободи. Її мати — талановита художниця, а батько викладає у школі.
Під час навчання у школі Ґретчен була однією з найактивніших учасниць різних сценічних постановок та мюзиклів. Після закінчення школи вона вступила до Американської музично-драматичної академії. Також акторка закінчила курс театральної студії Вільямса Еспера.
Після здобуття освіти їй деякий час довелося попрацювати на низькооплачуваних посадах у центрі Angelika Film. Наступним кроком стало кілька вдалих рекламних роликів. Мол вразила багатьох своїм оптимізмом та стійкою життєвою позицією. Завдяки сміливим поглядам на життя вона отримувала багато цікавої та високооплачуваної роботи.

## Кар'єра у кінематографі
Свої перші ролі Ґретчен Мол зіграла у 1996 році у фільмах «Дівчина № 6» та «Похорон». У 1990-х її можна було побачити в картинах: «Прибрати Картера», «Потяг», «Навіки моя», «Солодкий і бридкий», «Колиска буде хитатися», « Тринадцятий поверх», «Знаменитість», «Готель „Нова троянда“».
2002 року Мол знялася в телесеріалі «Чудові Емберсони». А в 2003 році стала однією з найяскравіших акторок Бродвейського театру. Протягом року вона грала Роксі Гарт у мюзиклі «Чикаго».
Після мюзиклу «Чикаго» відбулися зйомки у фільмі «Непристойна Бетті Пейдж». Останніми роботами акторки стали ролі у фільмах «Десять заповідей», «Потяг до Юми», «Життя як катастрофа».
Ґретчен Мол часто з'являється на телебаченні. У жовтні 2008 року на телеканалі ABC почало транслюватися її власне шоу. Вона також зіграла Енні Норріс у телесеріалі «Життя на Марсі», американському ремейку британського однойменного серіалу. Серіал почав транслюватися в США 9 жовтня 2008 року та складався з 17-ти епізодів, закінчившись 1 квітня 2009 року.

## Особисте життя
У червні 2004 року Ґретчен Мол одружилася з режисером Кіпом Вільямсом. У вересні 2007 народила сина Птолімі Джона Вільямса. 17 лютого 2011 народила дочку Вінтер Морган Вільямс.

## Гуманітарна діяльність
Крім акторської діяльності, Ґретчен Мол входить до фонду «PMD». Ця організація займається дослідженням та лікуванням дітей, хворих на лейкодистрофію Пеліцеуса-Мерцбахера.

## Фільмографія
| Рік       |    | Українська назва               | Оригінальна назва                         | Роль                                |
| --------- | -- | ------------------------------ | ----------------------------------------- | ----------------------------------- |
| 1996      | ф  | Дівчина № 6                    | Girl 6                                    | дівчина № 12                        |
| 1996      | с  | Прогулянка мерця               | Dead Man's Walk                           | Мегі                                |
| 1996      | ф  | Похорон                        | The Funeral                               | Гелен                               |
| 1996      | с  | Спін-Сіті                      | Spin City                                 | Гвен                                |
| 1996      | тф | Після бурі                     | Calm at Sunset                            | Емілі                               |
| 1997      | ф  | Доні Браско                    | Donnie Brasco                             | дівчина Сонні                       |
| 1997      | ф  | Самовбивця                     | The Last Time I Committed Suicide         | Мері Грінуей                        |
| 1997      | тф | Не тулитися                    | SUBWAYStories: Tales from the Underground | дружина                             |
| 1997      | ф  | Гастроном                      | The Deli                                  | Мері                                |
| 1998      | ф  | Втомлений вмирати              | Too Tired to Die                          | Капрі                               |
| 1998      | ф  | Музика з іншої кімнати         | Music from Another Room                   | Ганна                               |
| 1998      | ф  | Шулери                         | Rounders                                  | Джо                                 |
| 1998      | ф  | Готель «Нова троянда»          | New Rose Hotel                            | дружина Хіросі                      |
| 1998      | ф  | Знаменитість                   | Celebrity                                 | Вікі                                |
| 1998      | ф  | Я — Елвіс, ти — Мерилін        | Finding Graceland                         | Беатріс Груман                      |
| 1998      | кф | —                              | Bleach                                    | Гвен                                |
| 1999      | ф  | Тринадцятий поверх             | The Thirteenth Floor                      | Джейн Фуллер / Наташа Молінаро      |
| 1999      | ф  | Колиска буде качаться          | Cradle Will Rock                          | Меріон Дейвіс                       |
| 1999      | ф  | Солодкий та бридкий            | Sweet and Lowdown                         | Еллі                                |
| 1999      | ф  | Навіки моя                     | Forever Mine                              | Елла Брайс                          |
| 1999      | ф  | Підглядає                      | Just Looking                              | Геді Колетті                        |
| 2000      | тф | Пікнік                         | Picnic                                    | Медж Оуенс                          |
| 2000      | ф  | Потяг                          | Attraction                                | Ліз                                 |
| 2000      | ф  | Прибрати Картера               | Get Carter                                | Одрі                                |
| 2000      | кф | —                              | Zoe Loses It                              | Ембер                               |
| 2002      | тф | Чудові Емберсони               | The Magnificent Ambersons                 | Люсі Морган                         |
| 2002      | с  | Жіночий клуб                   | Girls Club                                | Лінн Камден                         |
| 2002      | кф | Освіжись!                      | Freshening Up                             | Джанель                             |
| 2003      | ф  | Образ речей                    | The Shape of Things                       | Дженні                              |
| 2004      | кф | —                              | Heavy Put-Away                            | Мері                                |
| 2005      | ф  | Непристойна Бетті Пейдж        | The Notorious Bettie Page                 | Бетті Пейдж                         |
| 2006      | ф  | Пуччині для початківців        | Puccini for Beginners                     | Грейс                               |
| 2007      | ф  | Десять заповідей               | The Ten                                   | Глорія Дженнінгс                    |
| 2007      | тф | Долина світла                  | The Valley of Light                       | Елеанор                             |
| 2007      | ф  | Життя як катастрофа            | Trainwreck: My Life as an Idiot           | Лінн                                |
| 2007      | ф  | Потяг до Юми                   | 3:10 to Yuma                              | Еліс Еванс                          |
| 2008      | тф | Дочка охоронця таємниці        | The Memory Keeper's Daughter              | Нора Генрі                          |
| 2008      | ф  | Американська інтрижка          | An American Affair                        | Кетрін Касвелл                      |
| 2008      | ф  | Суперниця                      | Tenure                                    | Елейн Грассо                        |
| 2008—2009 | с  | Життя на Марсі                 | Life on Mars                              | Енні Норріс                         |
| 2010—2014 | с  | Підпільна імперія              | Boardwalk Empire                          | Джиліан Дармоді                     |
| 2014      | ф  | Дітка                          | Laggies                                   | Бетані                              |
| 2015      | ф  | Правдива історія               | True Story                                | Карен Ханнен                        |
| 2015      | ф  | Анестезія                      | Anesthesia                                | Сара                                |
| 2015      | с  | Моцарт у джунглях              | Mozart in the Jungle                      | Ніна Робертсон                      |
| 2016      | ф  | Манчестер біля моря            | Manchester by the Sea                     | Еліс Чендлер                        |
| 2016      | ф  | Сім'янин                       | The Headhunter's Calling                  | Еліс Дженсен                        |
| 2016      | с  | Шанс                           | Chance                                    | Жаклін Блекстоун                    |
| 2018      | с  | Сім секунд                     | Seven Seconds                             | Сем Геннессі                        |
| 2018      | с  | Єллоустоун                     | Yellowstone                               | Евелін Даттон                       |
| 2018      | с  | Ночеліт                        | Nightflyers                               | доктор Агата Метісон                |
| 2019      | ф  | —                              | Sequestrada                               | Н/Д                                 |
| 2020      | с  | Перрі Мейсон                   | Perry Mason                               | Лінда Мейсон, колишня дружина Перрі |
| 2021      | ф  |                                | False Positive                            | Даун                                |
| 2022      | ф  | Пальми та лінії електропередач | Palm Trees and Power Lines                |                                     |